# Circus (album van Circus)
Circus is het enige muziekalbum van de Britse muziekgroep Circus. Het was in die dagen een band die covers speelden en opnamen; ze kregen wel enige bekendheid doordat ze optraden in de Marquee Club. Het album is opgenomen met drummer Chris Burrows, maar de originele drummer Alan Bunn staat op de hoes; deze kon namelijk niet meer aangepast worden. Het album werd onder leiding van producer Ray Singer onder hoge druk en twee dagen opgenomen in de Morgan Studio in Londen. Een tweede album was in de maak, maar de “leiders” van de band Collins en Jeff zagen geen mogelijkheden een nieuw volwaardig album af te ronden.
Het album verscheen op Transatlantic een obscuur platenlabel uit de jaren 60 en 70. In 2009 verscheen een heruitgave op Esoteric Recordings.

## Musici
- Mel Collins – tenorsaxofoon, dwarsfluit
- Ian Jeffs – zang, gitaar
- Kirk Riddle – basgitaar
- Chris Burrows – slagwerk

met
- Derek Collins (vader van Mel) – altfluit (niet genoemd)
- Keith Bleasby – percussie op St. Thomas en Don’t make promises.

## Tracklist
| Nr. | Titel                                        | Duur |
| --- | -------------------------------------------- | ---- |
| 1.  | Norwegian wood (van The Beatles)             | 7:22 |
| 2.  | Pleasures of a lifetime                      | 8:21 |
| 3.  | St. Thomas                                   | 3:21 |
| 4.  | Goodnight John Morgan                        | 1:47 |
| 5.  | Father of my daughter                        | 3:18 |
| 6.  | II BS (van Charles Mingus)                   | 4:20 |
| 7.  | Monday, Monday (van The Mamas and the Papas) | 4:14 |
| 8.  | Don’t make promises                          | 4:42 |